# 邦格阿拉佩特
邦格阿拉佩特（Bangarapet），是印度卡纳塔克邦Kolar县的一个城镇。总人口38684（2001年）。

## 人口
该地2001年总人口38684人，其中男性19661人，女性19023人；0—6岁人口4533人，其中男2328人，女2205人；识字率72.12%，其中男性为76.77%，女性为67.32%。